# Innovative Optical and Wireless Network
Innovative Optical and Wireless Networkは、NTTが2019年（令和元年）に提唱した、次世代の情報ネットワークに関する構想である。IOWN構想（アイオンこうそう）またはIOWN（アイオン）とも略称される。

## 沿革
- 2019年（令和元年）
  - 5月9日 - NTTは、IOWN構想に関する最初の公開文書「NTT Technology Report for Smart World：What's IOWN?」を発表[1]する。
  - 10月31日 - NTT、インテル、ソニーの3社は業界フォーラム「Innovative Optical and Wireless Network (IOWN) Global Forum」(IOWN Global Forum)を設立[2]する。
- 2023年（令和5年）
  - 3月16日 - 初の商用サービスとして専用通信回線の提供を開始[3]する。
  - 9月15日 - 秘密計算技術の標準規格「ISO/IEC 4922-1:2023」が国際標準化機構 (ISO) から発行されたことを発表[4]する。
- 2024年（令和6年）
  - 7月 - 米GoogleがIOWN推進国際団体に正式参加。[5]
  - 8月29日 - 台湾の通信大手「中華電信」のデータセンターとの回線が開通する[6]。初の国際回線。

## 構成技術
IOWNは「オールフォトニクス・ネットワーク (APN)」「デジタルツインコンピューティング (DTC)」「コグニティブ・ファウンデーション (CF)」の主要技術分野で構成する。

### オールフォトニクス・ネットワーク
ネットワークから端末まで、すべてにフォトニクス（光）ベースの技術を導入する技術構想で、伝送媒体に光ファイバーケーブルを用いてネットワークから端末まで可能なかぎり光のままで伝送する技術や、情報処理基盤に新デバイス光電融合素子の導入を検討している。
NTTはAPNで、圧倒的な低消費電力で高品質、大容量、低遅延の伝送が実現可能としている。第6世代移動通信システムの基盤に使用できるとしている。
2020年（令和2年）11月時点でAPNは、以下を目標とする。
- 電力効率を100倍に
- 伝送容量を125倍に
- エンド・ツー・エンド遅延を200分の1に

## 核心技術
IOWNは単なるデータセンターor通信基地局間の光通信技術としての利用だけでなく、将来的にチップ間やチップ内部での光情報処理を実現する長期的ビジョンを実現するための技術がNTT内部で揃ってきたために発表された。2019年、NTTの研究所が世界最高効率の電力効率を持つ光トランジスタを実現し、2020年には光だけで任意の論理演算ができる素子「Ψゲート」を開発した。
- 光トランジスタ
- 全光スイッチ
- 光論理ゲート
- 直接変調レーザー
- 光暗号回路

これらの光情報処理部品は、NTTと東京大学が進める「アナログ光量子コンピューター」とも相性が良く、古澤明教授によると方向性が合致しているという。

## 利用分野
低遅延の活用。
- データセンター間接続
- スマートファクトリー
- リアルタイム性が要求される遠隔医療、遠隔手術、MR技術
- 教育、文化芸術
- eスポーツイベント
- ゲームイベント
- 複数GPUを接続した人工知能の学習[13]
- 防衛情報通信